# Kamome shokudō
Pour plus de détails, voir Fiche technique et Distribution.
Kamome shokudō (かもめ食堂) est un film japonais réalisé par Naoko Ogigami, sorti en 2006.

## Synopsis
Sachie a ouvert un restaurant japonais à Helsinki, mais au bout d'un mois, elle n'a toujours pas de client. Un jeune Finlandais fan de Gatchaman finit par entrer et devient le premier client régulier.

## Fiche technique
- Titre : Kamome shokudō
- Titre original : かもめ食堂
- Réalisation : Naoko Ogigami
- Scénario : Naoko Ogigami d'après le roman de Yōko Mure
- Musique : Tetsuo Kondō
- Photographie : Tuomo Virtanen
- Montage : Shin'ichi Fushima
- Production : Mayumi Amano, Tiina Butter, Hanako Kasumizawa, Kumi Kobata et Enma Maekawa
- Société de production : Nippon Television Network, Video Audio Project, Gentōsha, Shasha, Paradise Cafe et Media Suits
- Pays :  Japon
- Genre : Comédie dramatique
- Durée : 102 minutes
- Dates de sortie : 
  -  Japon : 11 mars 2006

## Distribution
- Satomi Kobayashi : Sachie
- Hairi Katagiri : Midori
- Masako Motai : Masako
- Jarkko Niemi : Tommi Hiltunen
- Tarja Markus : Liisa
- Markku Peltola : Matti

## Distinctions
Le film a été nommé au Japan Academy Prize du meilleur second rôle féminin pour Masako Motai.